# Corbeta

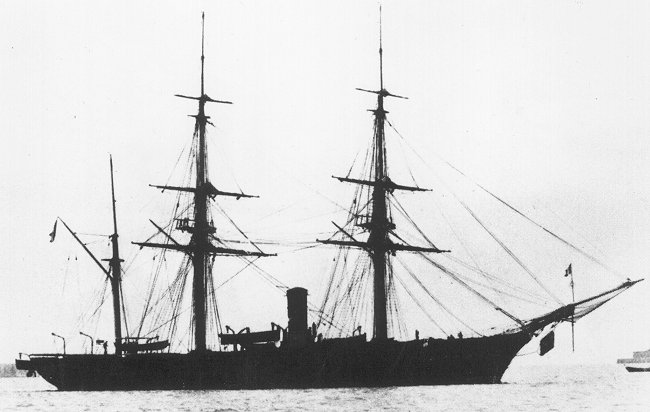
Corbeta francesa FS Dupleix (1856-1887).

La corbeta (proveniente del idioma francés corvette) es un buque de guerra cuyo desplazamiento oscila entre 900 y 2 000 toneladas.

## Descripción
Las corbetas actuales están pensadas para tareas de vigilancia y defensa del mar territorial o para misiones ultramarinas ocasionales y de duración corta. Se diferencian fundamentalmente de una lancha rápida de ataque (FAC) o una lancha patrullera (patrol boat) en que disponen de electrónica y medios de combate cercanos a la fragata, aunque con menor autonomía y abastecimiento, ya que no están capacitadas para misiones ultramarinas de duración larga, a diferencia de las fragatas.

## Historia
La corbeta, al igual que la fragata, es un nombre histórico que se aplicaba a un buque con el palo trinquete y mayor con velas cuadradas y el palo mesana con vela cangreja y vela escandalosa. Se le conoce también con el nombre de bric-barca. Disponían de una única cubierta de combate con una única batería y raramente más de 20 cañones.
Su misión era la escolta del tráfico mercante, vigilancia litoral y a veces exploración para las escuadras de guerra. Al igual que la fragata, desapareció a mediados del siglo XIX para volver a aparecer durante la Primera Guerra Mundial. Gran Bretaña necesitaba luchar contra los submarinos alemanes, pero no podía permitirse el gasto que hacían los estadounidenses en destructores, y pensó en un buque de escolta más modesto pero marinero, que se limitara a acompañar a los barcos de puerto a puerto en vez de patrullar por su cuenta durante semanas. Así nació la corbeta moderna, con un desplazamiento de 1 000 toneladas.
El éxito obtenido se repitió durante la Segunda Guerra Mundial, cuando los británicos construyeron más de 200 unidades de una nueva generación de corbetas, la llamada Clase Flower, mejor preparadas que las anteriores, aunque manteniendo un tonelaje menor a 2 000 toneladas (1 170 t).

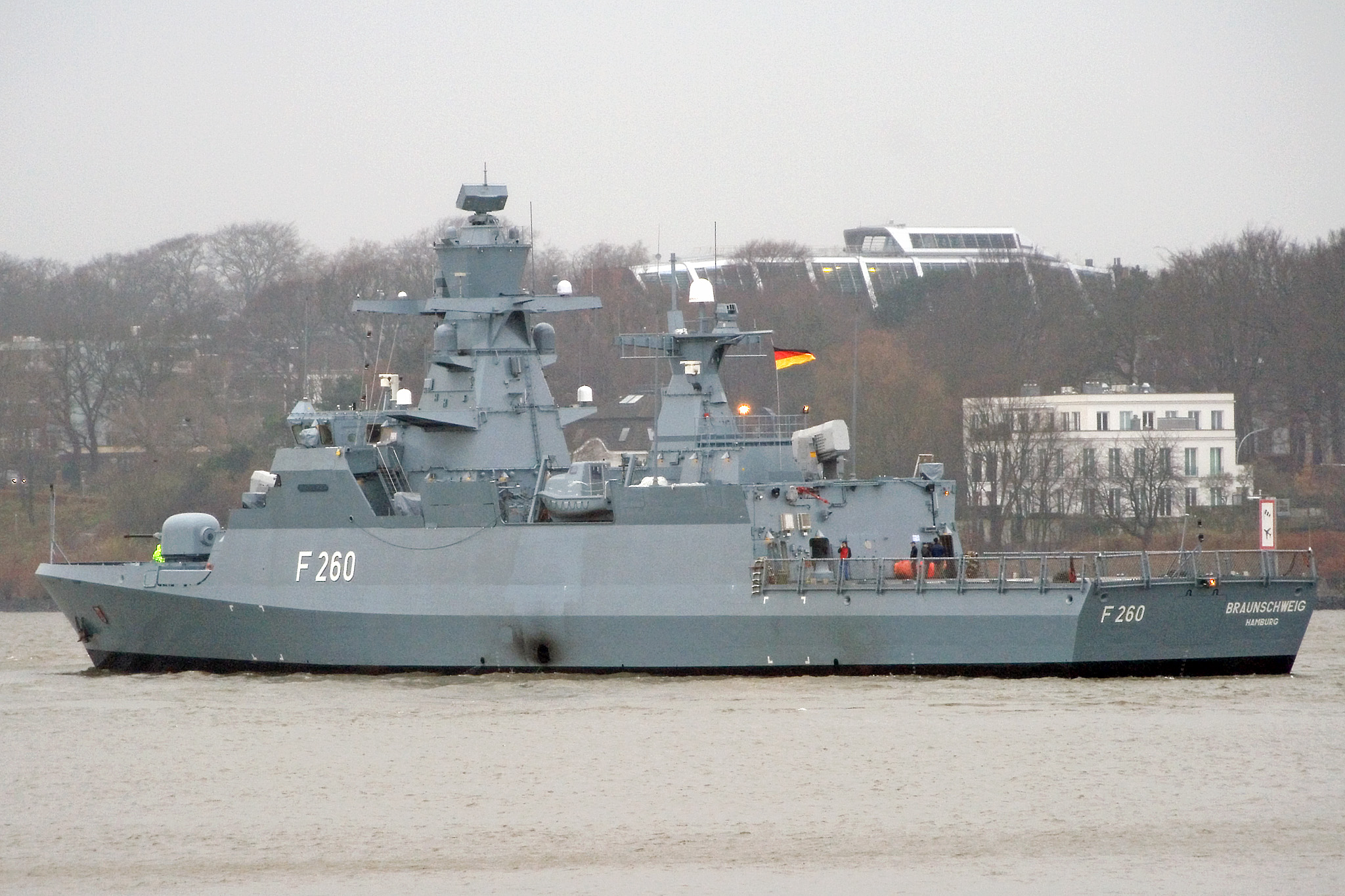
Corbeta clase Braunschweig, de la Armada alemana.

Las corbetas actuales están equipadas con radar y sonar, igual que los patrulleros militares, pero disponen de armamento y electrónica más sofisticados que estos, que normalmente solo llevan un cañón naval de hasta 76 mm y un par de ametralladoras pesadas. La corbeta cuenta al menos con un sistema lanzador de misiles antibuque y otro de misiles antiaéreos, así como morteros antisubmarinos y a veces tubos lanzatorpedos. En ocasiones se denomina a la corbeta fragata ligera.
Las corbetas modernas pueden ser dotadas de misiles avanzados, como son las rusas con los Kalibr.